# رايموند جاي ريفيس
رايموند جاي ريفيس (بالإنجليزية: Raymond J. Reeves)‏ هو ضابط أمريكي، ولد في 5 فبراير 1909 في تشاتانوغا في الولايات المتحدة، وتوفي في 16 نوفمبر 1998 في وادي لاس فيغاس في الولايات المتحدة.